# Ernest Ebbage
Ernest Ebbage (1er août 1873 - 2 septembre 1943) fut un ancien tireur à la corde britannique. Il a participé aux Jeux olympiques de 1908 avec l'équipe britannique de tir à la corde Metropolitan Police "K" Division et remporta une médaille de bronze. 